# William Bentinck
Lord William Henry Cavendish-Bentinck (14. září 1774 - 17. června 1839) byl britský generál a státník, Od mládí sloužil v armádě, zároveň byl dlouholetým poslancem Dolní sněmovny. Jako účastník napoleonských válek dosáhl hodnosti generála a v letech 1828–1835 byl generálním guvernérem v Indii.

## Životopis

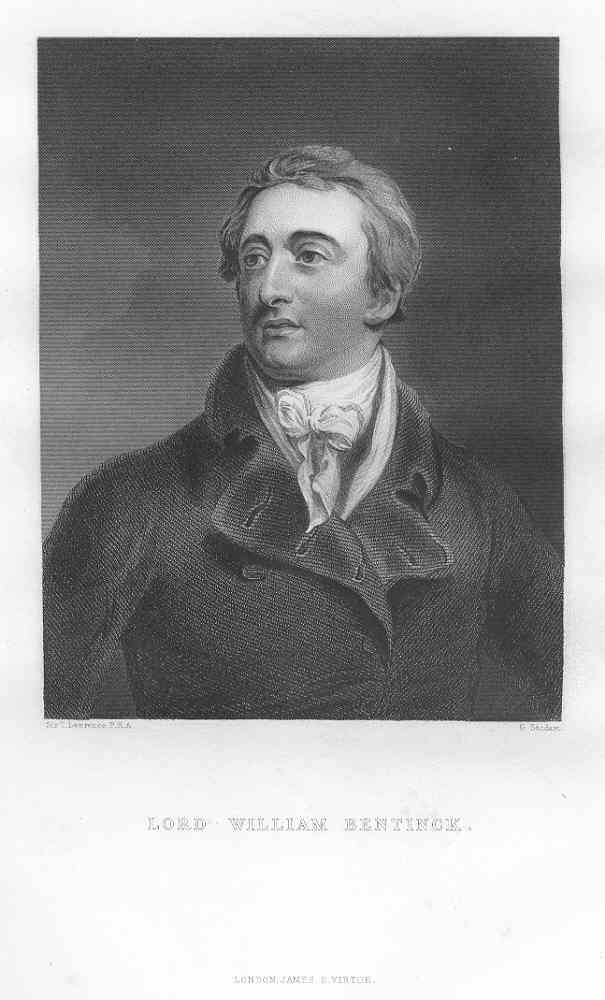
Lord William Bentinck na rytině podle portrétu Thomase Lawrence (1804)

Pocházel z významného šlechtického rodu, jako mladší syn vévody užíval celý život titul lorda, spolu s otcem a sourozenci přijal v roce 1801 příjmení Cavendish-Bentinck. Byl druhorozeným synem dvojnásobného premiéra 3. vévody z Portlandu. Studoval ve Westminsteru a od roku 1791 sloužil v armádě. Díky svému původu byl již ve dvaceti letech podplukovníkem a v roce 1795 byl jmenován pobočníkem krále Jiřího III. Zúčastnil se válek proti revoluční Francii, v letech 1799–1800 pod velením maršála Suvorova bojoval v Itálii. Souběžně byl v letech 1796–1803 poslancem Dolní sněmovny, kde patřil k whigům, zasedání parlamentu se ale zúčastnil jen zřídka. Vlivem svého otce byl jmenován guvernérem v Madrasu (1803–1807), v roce 1805 dosáhl hodnosti generálmajora. Po návratu z kolonií se zúčastnil napolenských válek na Pyrenejském poloostrově pod velením vévody Wellingtona. V roce 1811 byl povýšen na generálporučíka a v letech 1811–1814 velel britské armádě v oblasti Středomoří, současně působil diplomaticky v Itálii a v letech 1814–1815 byl velitelem v Janově. V závěru napoleonských válek obdržel velkokříž Řádu lázně (1815), mezitím byl znovu poslancem Dolní sněmovny (1812–1814 a 1816–1828).
V roce 1825 dosáhl hodnosti generála a v roce 1827 byl jmenován členem Tajné rady. V letech 1828–1835 byl generálním guvernérem v Indii, kde v letech 1833–1835 zároveň zastával funkci vrchního velitele. Provedl tam významné sociální a vzdělávací reformy včetně zrušení satí (upalování vdov) a potlačení vraždění žen a lidských obětí. Řekl, že „strašlivá odpovědnost visí nad jeho hlavou v tomto i příštím světě, pokud by… měl souhlasit s pokračováním této praxe (satí) jen o okamžik déle.“ Když po konzultaci s armádou a úředníky Bentinck satí roku 1829 zakázal, došlo jen k malému odporu. Podařilo se mu také zpacifikovat thugy - kteří v Indii řádili již více než 450 let - s pomocí svého hlavního velitele Williama Henryho Sleemana. Spolu s Thomasem Babingtonem Macaulayem zavedl v Indii angličtinu jako vyučovací jazyk. Vzdělaným Indům také umožnil přístup ke státním úřadům. Po návratu z Indie byl znovu členem Dolní sněmovny, ve svém posledním mandátu (1836–1839) zastupoval město Glasgow.
Od roku 1803 byl ženatý s Mary Acheson (1778–1843), dcerou 1. hraběte z Gosfordu, manželství zůstalo bez potomstva.
Williamův starší bratr William Henry Cavendish-Bentinck, 4. vévoda z Portlandu (1768–1854) byl dědicem rodového majetku a několikrát členem britské vlády. Další bratři lord William Charles (1780–1826) a lord Frederick (1781–1828) dosáhli vysokých hodností v armádě a zasedali též v Dolní sněmovně.